# Blood on Snow. Das Versteck
Blood on Snow. Das Versteck (Originaltitel Mere blod) ist ein Kriminalroman des norwegischen Schriftstellers Jo Nesbø aus dem Jahr 2015. Er ist Teil einer Trilogie namens Blood on Snow, in der verschiedene Auftragskiller jeweils im Mittelpunkt einer Handlung stehen. In Das Versteck geht es um Ulf (eigentlich Jon) aus Oslo.

## Handlung
Kleinganove Jon erregt in Oslo die Aufmerksamkeit des Fischers, eines Drogenbarons, da er scheinbar den Mord an einem Mitarbeiter des Fischers begangen hat. Dabei haben Jons kriminelle Fähigkeiten einen entscheidenden Haken: Er hat Skrupel, Menschen zu erschießen, erst recht, wenn sie ihm dabei ins Gesicht schauen. Des Fischers Mitarbeiter hat sich selbst umgebracht. Allerdings klärt Jon dies nicht auf, sondern lässt sich vom Fischer anstellen, um Geld zur Behandlung seiner kranken Tochter zu verdienen. Das soll ihm jedoch nicht gelingen.
Gustavo, der erste Mann, den er im Auftrag des Fischers töten soll, lässt Jon im Tausch gegen die Hälfte eines unterschlagenen Geldbetrags laufen. Als Johnny, ein anderer Auftragskiller des Fischers, den untergetauchten Gustavo in Südamerika tötet, muss Jon Hals über Kopf fliehen. Er landet per Bus und eher zufällig in Kasund, wo viele Samen leben und es im Sommer kaum dunkel wird. Unter dem Decknamen „Ulf“ bezieht er eine entlegene Hütte auf einem Berg und lernt unter anderem den Samen Mattis sowie die Samin Lea, ihren Sohn Knut und ihren Vater, den örtlichen Pfarrer der Laestadianer-Gemeinde, kennen. Knut entwickelt schnell ein Interesse an Ulf, bringt ihm Alkohol in die Hütte und verlangt mit Nachdruck, Witze erzählt zu bekommen. Lea ist zurückhaltender, leiht Ulf aber das Gewehr ihres verschwundenen Mannes Hugo Eliassen. Ulf fasst langsam Fuß in der Dorfgemeinschaft, besucht eine Hochzeit und die Beerdigung von Eliassen. Doch Johnny bleibt ihm auf den Fersen. In der Nacht der Hochzeit im Dorf muss sich Ulf bei der sexsüchtigen Anita verstecken, um Johnny nicht zu begegnen. Noch knapper ist es, als Johnny mit Verstärkung den Berg zu Ulfs Hütte hochsteigt und dieser nur deshalb Zeit hat, sich in einem Rentierkadaver zu verstecken, weil Lea zu ungewohnter Stunde die Kirchenglocken läutet (eine Warnung) und Mattis die Auftragsmörder über einen Umweg zur Hütte führt. Als Lea und Ulf in die nächstgelegene Stadt fahren und sogar fast miteinander tanzen, begegnen sie einem anderen Eliassen-Bruder, der Ulf aus Eifersucht fast zu Tode prügelt. Doch Lea stoppt ihn mit Ulfs Pistole.
Kurz darauf fasst Ulf den Entschluss, nach Stockholm zu gehen, und will Lea und Knut bitten mitzukommen. Er geht hinunter ins Dorf und sieht durch die Fensterscheibe, wie Eliassen Lea lebensgefährlich bedroht. Er erschießt Eliassen von draußen und sieht erst drinnen, dass es der verschollen geglaubte Hugo Eliassen ist.
Lea ist froh darüber, von ihrem gewalttätigen Mann erlöst worden zu sein, und willigt ein, Ulf mit Knut nach Stockholm zu begleiten. Sogar ihr Vater gibt dem Paar seinen Segen. Mattis traut sie spontan, was Ulfs Chancen auf Papiere unter einem anderen Namen erhöht.

## Ausgaben
- Jo Nesbø: Blood on Snow. Das Versteck. Aus dem Norwegischen von Günther Frauenlob. Ullstein, Berlin 2016, ISBN 978-3-550-08078-4.

## Rezeption
Nesbøs Werk wird teils bescheinigt, kein rasanter Thriller, „eher ein gemächlicher Roman, eine Art Coming-of-Age-Roman über einen Mann“ zu sein, der erst die Dämonen seiner Vergangenheit besiegen müsse, bevor er erwachsen werden könne. In anderen Kritiken wird die Betonung von im Vergleich zur Harry-Hole-Reihe leiseren Tönen hingegen durchaus mit dem Hinweis verbunden, Nesbø fessele seine Leser auch auf die sanfte Art.